# Буш, Мэтт
Мэтт Буш (англ. Matt Bush; род. 22 декабря 1988, Пембрукшир, Уэльс) — британский паратхэквондист. Чемпион Паралимпийских игр 2024 года.

## Биография
До паратхэквондо Мэтт Буш занимался метанием копья. Он квалифицировался на летние Паралимпийские игры 2016 в Рио-де-Жанейро, но не смог принять участие из-за травмы плеча.
Квалифицировался на летние Паралимпийские игры 2020 в Токио в паратхэквондо, но из-за травмы колена был вновь вынужден пропустить соревнования.
31 августа 2024 года на летних Паралимпийских играх 2024 в Париже стал чемпионом в весовой категории свыше 80 кг. Он победил в четвертьфинале сенегальца Идриссу Кейту, в полуфинале — иранца Хамеда Хагшенаса, а в финале — выступавшего под нейтральным флагом россиянина Алиасхаба Рамазанова.